# Zimolez lesklý
Zimolez lesklý (Lonicera nitida) je obvykle 1 m vysoká stálezelená rostlina, širší keř z čeledě zimolezovité (Caprifoliaceae).

## Původ
Pochází ze západní Číny, kde tvoří houštiny spolu s bambusem. Je zde eroze půdy, srážky téměř 2000 mm od července do září, a velmi chladno (4 °C v lednu). V ČR volně neroste, je zde pěstován.

## Popis
Listy bez řapíků, drobné, lesklé oválné, celokrajné a kožovité, jsou nahloučené na tenkých křehkých větvičkách. Bývají lesklé tmavozelené, naspodu světlezelené. Při rašení ovšem mohou být zbarvené i fialově. Kůra je červenohnědá a hladká. Později, olivové-zelená až šedá. Pupeny jsou skryty v úžlabí listů. Nažloutlé květy vyrůstají v květnu až červnu, v páru v úžlabí listů, ale jsou malé a nenápadné. Plod je fialově modrá bobule, která vyrůstá pouze u některých odrůd.

## Použití
Zimolez lesklý lze použít na nízké živé ploty, nebo na pokrytí velkých ploch. Je velice odolný a dobře obráží i po rozsáhlém poškození. Větvičky samy zakořeňují, při pravidelném zastřihávání může živý plot dosáhnout výšky až 1 m, (2 m podle literatury ).

## Kultivary
Kultivar 'Maigrün' bývá vysoký 1 m, zelenožlutě zabarvený. Oblíbený je i kultivar 'Elegant'.

## Rozmnožování
Vegetativně, řízkováním. Velmi dobře se rozmnožuje dřevitými i bylinnými řízky.

## Nároky
Při pěstování v mírném pásmu (ČR) roste na slunci i v polostínu. Vhodná je propustná, humózní půda dobře zásobená vodou. Nepřelévat. Rostlinám se daří dobře v živinami bohaté půdě s pH 5.6 - 7.5 (kyselé až mírně zásadité půdy). Zimolez lesklý lze pěstovat i v nádobách. Je ale třeba zabránit promrzání obalením nádoby, nebo ji zapustit do země. Zaléváním během zimy dbáme aby rostlina netrpěla suchem. Snáší exhalace. Velmi dobře snáší řez, obvykle netrpí škůdci.

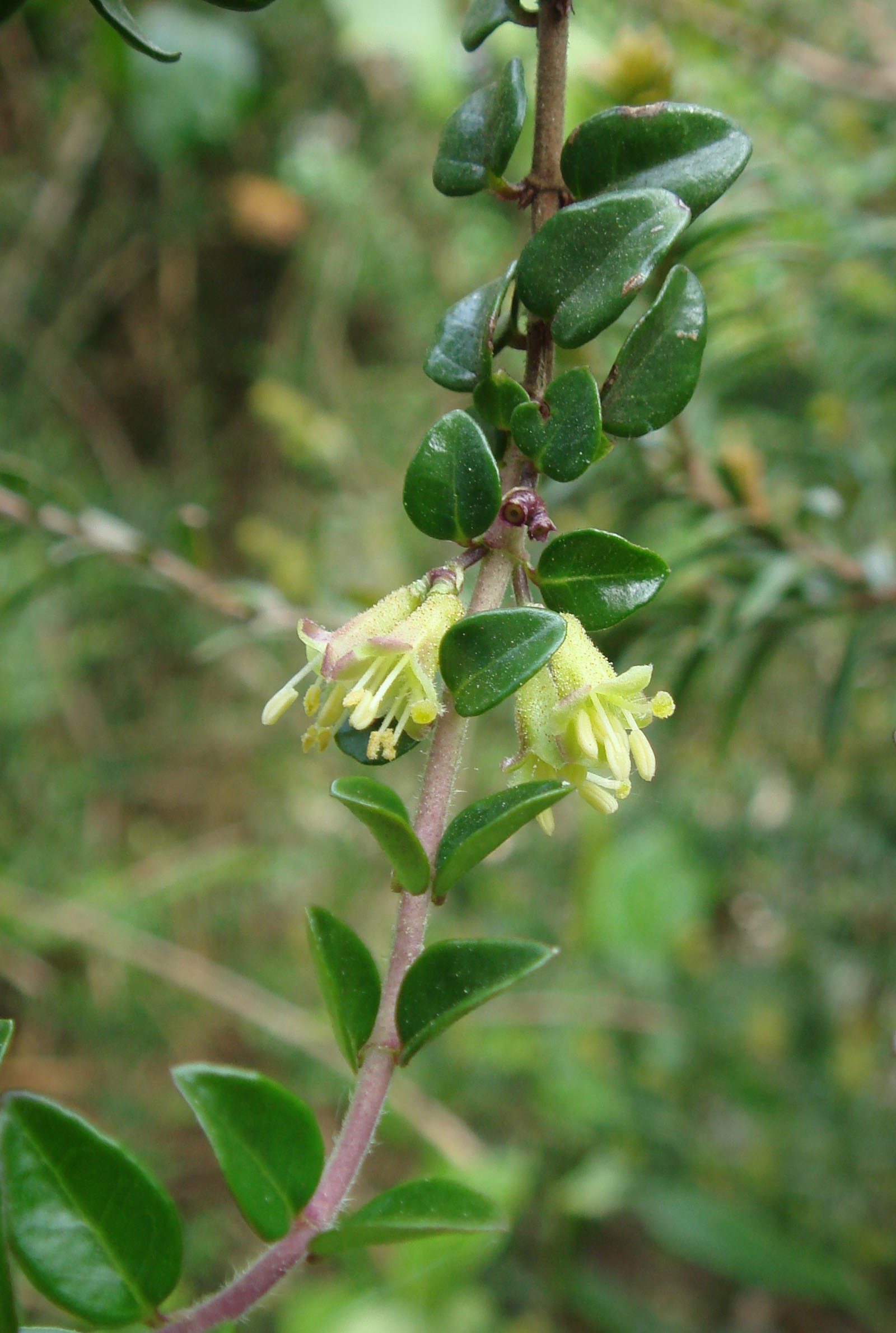
květ
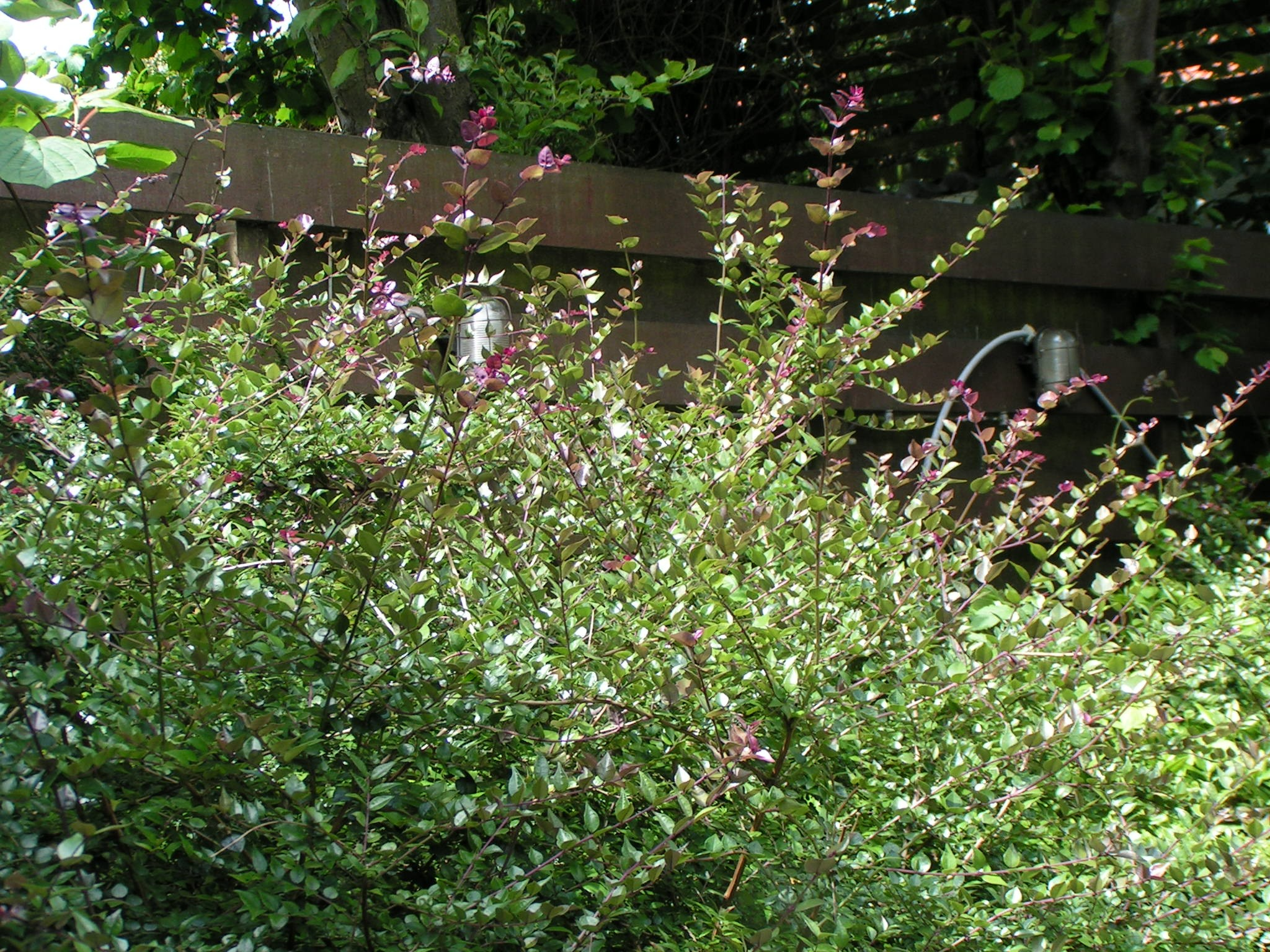
rostlina